# Guajakharz
Guajakharz, auch Guajakgummi, Guajacum, Resina Guaj(i)aci, ist das Harz verschiedener Bäume der Gattung Guajak, hauptsächlich von Guaiacum officinale L. und Guaiacum  sanctum L.
Auch wird aus dem Harz ein Öl (Guajakharzöl, Oleum (Ligni) Guajaci) gewonnen, allerdings ist hier die Zuordnung der Stammpflanzen unklar. Es soll von Bulnesia sarmientoi oder von Guaiacum officinale und Guaiacum sactum stammen. Auch ist es als Champaca- oder Guajakholzöl bekannt, es ist aber nicht mit Champacaöl zu verwechseln, welches von Magnolia champaca stammt.

## Gewinnung

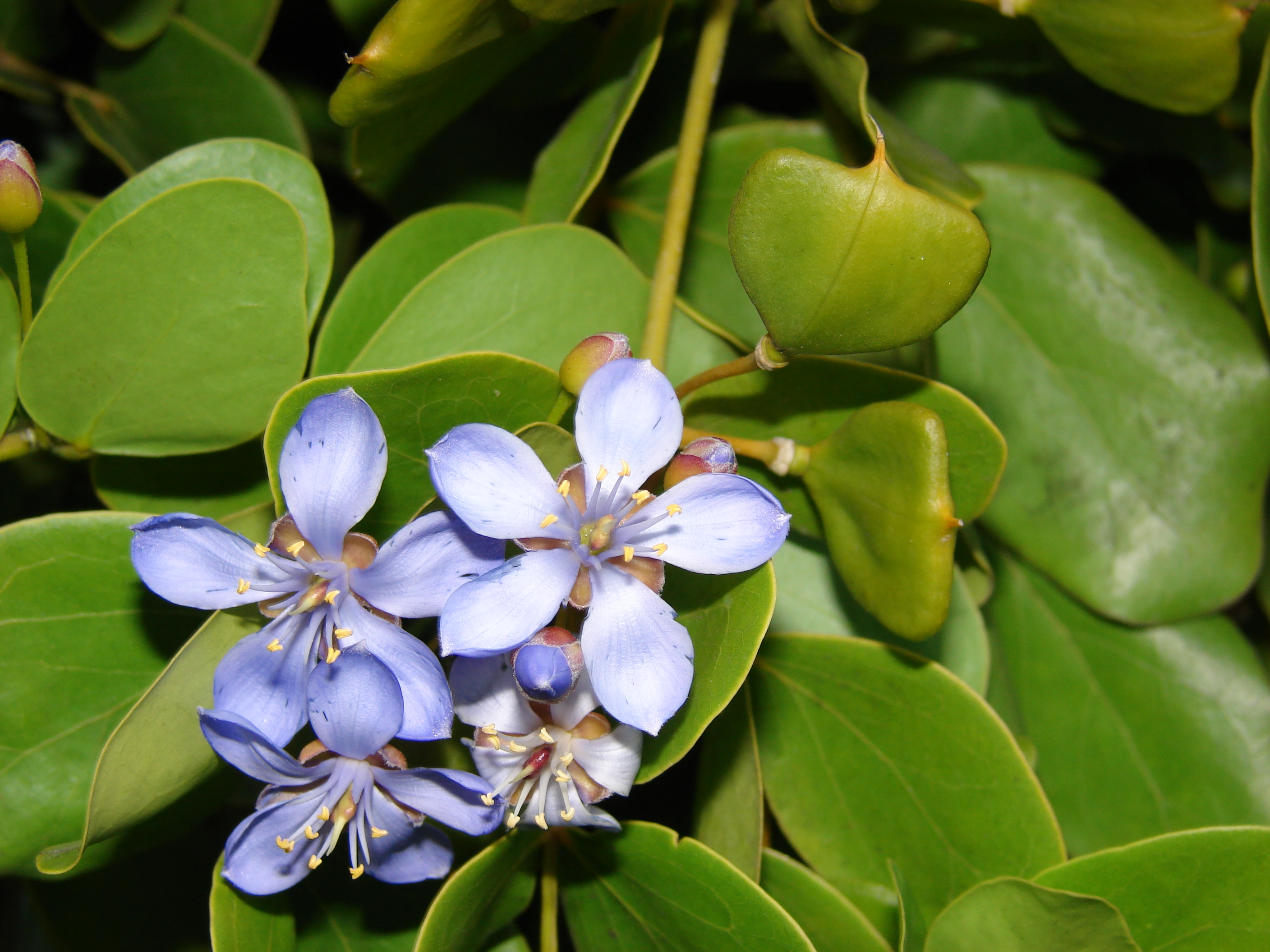
Guajak (Guaiacum officinale)

Guajakharz tritt in kleinen Mengen von selbst aus dem Stamm aus, die Ausbeute am lebenden Baum kann durch Einschnitte ins Kernholz erhöht werden. Da das Harz 18–25 % des Kernholzes ausmacht, gewinnt man es auch, indem man der Länge nach durchbohrte 1 m lange Holzstücke an dem einen Ende über das Feuer legt und das am anderen Ende ausfließende Harz in untergestellten Gefäßen auffängt. Es kann auch durch Abkochen von Holz(mehl) mit Salzwasser gewonnen werden, hierbei sammelt sich das Harz an der Oberfläche und kann nach dem Erkalten abgeschöpft werden. Auch eine Extraktion mit Lösungsmitteln sowie eine Reinigung von auf anderem Wege gewonnenen Harz ist so möglich. Hauptfördergebiet sind die Antillen und andere karibische Inseln. In den Handel kommt es üblicherweise in großen Blöcken.

## Eigenschaften
Durch Schwelen und Abkochen erhält man spröde, harte, dunkelgrüne oder rötlich- bis schwarz-braune Stücke mit glänzendem Bruch, durch Einschnitte ins Kernholz hasel- bis walnussgroße Körner, die dunkel rotbraun und außen grünlich bestäubt sind. Zerkleinert bilden sie rotbraune, grünlich bestäubte glänzende glasige Splitter.
Das gewonnene Harz hat ein spezifisches Gewicht von 1,2 g/ml, schmilzt bei 85 bis 90 °C und riecht besonders bei Erwärmen benzoeartig. Es schmeckt scharf kratzend und klebt an den Zähnen, löst sich in Ethanol, Isopropylalkohol, Diethylether, Chloroform und Alkalien mit brauner Farbe, alkoholische Lösungen nehmen bei Zusatz von Eisenchloridlösungen eine blaue Farbe an. Durch oxidierende Einflüsse, wie etwa durch Sauerstoff aus der Luft, färbt es sich blau oder grün, durch reduzierende Stoffe oder Erhitzen wird es entfärbt.
Das Harz besteht aus verschiedenen Lignanharzsäuren, wie Guajakonsäure (C19H20O5), welche bei 95–100 °C schmilzt und durch Oxidationsmittel vorübergehend blau gefärbt wird. Des Weiteren kommen Guajaretsäure und Dihydroguajaretsäure und andere Lignane, sowie Guajol (Guajakalkohol), Guajakol, Vanillin und Terpene wie Guajagutin. 70 % des Harzes sind in Diethylether löslich, und etwa 15 % in Petrolether, wobei dieser Anteil die (Dihydro)Guajaretsäure enthält. Im Diethyletherauszug findet man unter anderem Dehydroguajaretsäure. Andere Bestandteile sind 3,7 % Gummi und 0,8 % mineralische Bestandteile.

## Verwendung
In Zentralamerika und den karibischen Herkunftsländern der Pflanze werden das Harz und Holz volkstümlich bei Hautleiden, Gicht und Rheumatismus, sowie bei Syphilis, verwendet. Die harzigen Holzspäne wurden von mittelamerikanischen Indianern als Mittel gegen Eingeweideparasiten geschluckt. Das Harz dient den Ureinwohnern dieser Regionen häufig auch als Räuchermittel und wird in Heilungszeremonien sowie Ritualen zur Vertreibung böser Geister eingesetzt.
In Apotheken findet sich Guajakharz erst seit dem 17. Jahrhundert. Guajakharz bzw. das Holz diente als schweiß- und harntreibendes Mittel bei Syphilis, Rheumatismus, Gicht, Psoriasis, Skrofulose, Bronchialkatarrh. G. officinale wurde in seinem natürlichen Verbreitungsgebiet so intensiv gegen Geschlechtskrankheiten eingesetzt, dass es 1501 zum Anbau nach Spanien eingeführt wurde. In Europa wurde es mit Quecksilber zur Behandlung von Syphilis, in den sogenannten Plummerschen Pillen gegen Halsschmerzen eingesetzt und war noch 1990 Bestandteil der britischen Pharmacopoea als Heilmittel für chronische rheumatische Beschwerden. Außerdem wurde es in der Tiermedizin als Antiseptikum eingesetzt.
Mit im Verhältnis 1:100 verdünnter alkoholischer Guajakharzlösung getränktes Papier bläut sich durch Oxidationsmittel schnell und intensiv und wird deshalb als Reagenzpapier benutzt. Dies ist die sogenannte Guajakreaktion.
Guajakharz ist als Lebensmittelzusatzstoff zugelassen. Es wird unter anderem als Antioxidans verwendet. Schließlich spielt es eine wichtige Rolle als Räuchermittel und Aromastoff.